# Reece Oxford
Reece Oxford (Edmonton, 16 december 1998) is een Engels voetballer die doorgaans als centrale verdediger speelt. Hij verruilde West Ham United in augustus 2019 voor FC Augsburg, dat hem in het voorgaande seizoen al huurde.

## Clubcarrière
Oxford werd op twaalfjarige leeftijd opgenomen in de jeugdopleiding van West Ham United. Tijdens het seizoen 2014/15 trainde hij geregeld mee met het eerste elftal, terwijl hij wedstrijden speelde voor het tweede elftal, waar hij soms aanvoerder was. Op 11 januari 2015 tekende de centrumverdediger een profcontract. Op 2 juli 2015 debuteerde hij als zestienjarige in het eerste elftal van The Hammers in de voorronde van de UEFA Europa League tegen FC Lusitanos. Oxford speelde de volledige wedstrijd, die met 3–0 gewonnen werd. Een week later speelde hij in de terugwedstrijd in Andorra opnieuw de volledige wedstrijd.

## Clubstatistieken
| Seizoen         | Club                     |                 | Competitie      | Competitie | Competitie | Beker | Beker | Continentaal1 | Continentaal1 | Overig2 | Overig2 | Totaal | Totaal |
| Seizoen         | Club                     | Wed.            | Competitie      | Dlp.       | Wed.       | Dlp.  | Wed.  | Dlp.          | Wed.          | Dlp.    | Wed.    | Dlp.   |        |
| --------------- | ------------------------ | --------------- | --------------- | ---------- | ---------- | ----- | ----- | ------------- | ------------- | ------- | ------- | ------ | ------ |
| 2014/15         | West Ham United          | Engeland        | Premier League  | 0          | 0          | 0     | 0     | —             | —             | 0       | 0       | 0      | 0      |
| 2015/16         | West Ham United          | Engeland        | Premier League  | 7          | 0          | 2     | 0     | 3             | 0             | 0       | 0       | 12     | 0      |
| 2016/17         | West Ham United          | Engeland        | Premier League  | 0          | 0          | 0     | 0     | 2             | 0             | 0       | 0       | 2      | 0      |
| 2016/17         | Reading                  | Engeland        | Championship    | 5          | 0          | 0     | 0     | —             | —             | 0       | 0       | 5      | 0      |
| 2017/18         | West Ham United          | Engeland        | Premier League  | 1          | 0          | 2     | 0     | —             | —             | —       | —       | 3      | 0      |
| 2017/18         | Borussia Mönchengladbach | Duitsland       | Bundesliga      | 7          | 0          | 1     | 0     | —             | —             | —       | —       | 8      | 0      |
| 2018/19         | West Ham United          | Engeland        | Premier League  | 0          | 0          | 0     | 0     | —             | —             | —       | —       | 0      | 0      |
| 2018/19         | FC Augsburg              | Duitsland       | Bundesliga      | 7          | 0          | 1     | 0     | —             | —             | —       | —       | 8      | 0      |
| 2019/20         | FC Augsburg              | Duitsland       | Bundesliga      | 8          | 0          | 0     | 0     | —             | —             | —       | —       | 8      | 0      |
| Carrière totaal | Carrière totaal          | Carrière totaal | Carrière totaal | 35         | 0          | 6     | 0     | 5             | 0             | 0       | 0       | 46     | 0      |

Laatste update: 12 januari 2020

## Interlandcarrière
Oxford maakte deel uit van verschillende Engelse nationale jeugdelftallen.